# تشارلز الكسندر يونغ
تشارلز الكسندر يونغ هو سياسي كندي، ولد في 29 ديسمبر 1856 في كندا، وتوفي في 28 سبتمبر 1928 في وينيبيغ في كندا.